# Sphodromantis giubana
Sphodromantis giubana é uma espécie de louva-a-deus da família dos Mantidae, sendo encontrados na Somália.